# Ioannis Vrettos
Ioannis Vrettos (griego: Ιωάννης Βρεττός) fue un atleta griego que compitió en los Juegos Olímpicos de Atenas 1896. 
Vrettos fue uno de los diecisiete atletas que iniciaron la carrera de maratón y finalizó cuarto de los nueve que la completaron.